# ميكي ليدون
ميكي ليدون (بالإنجليزية: Micky Lydon)‏ هو لاعب كرة قدم بريطاني في مركز جناح ‏، ولد في 25 نوفمبر 1933 في سندرلاند في المملكة المتحدة. لعب مع ليدز يونايتد ونادي سندرلاند ونادي غيتزهد.

## وصلات خارجية
- ميكي ليدون على موقع قاعدة بيانات كرة القدم.إي يو (الإنجليزية)